# 로자 룩셈부르그 (영화)
로자 룩셈부르그(Rosa Luxemburg)는 독일(구 서독)에서 제작된 마가레테 폰 트로타 감독의 1986년 영화이다. 바바라 수코바 등이 주연으로 출연하였고 에버하르트 융커스도르프 등이 제작에 참여하였다.

## 출연

### 주연
- 바바라 수코바
- 다니엘 올브리츠키

### 조연
- 오토 샌더
- 아델하이드 안트
- 주르겐 홀츠
- 도리스 샤드